# Madu Rejo
Madu Rejo is een bestuurslaag in het regentschap Sleman van de provincie Jogjakarta, Indonesië. Madu Rejo telt 11.669 inwoners (volkstelling 2010).